# Кара, Юрий Викторович
Ю́рий Ви́кторович Ка́ра (12 ноября 1954, Сталино — 16 июля 2025, Ялта) — советский и российский кинорежиссёр, сценарист, кинопродюсер, актёр. Заслуженный деятель искусств Российской Федерации (2005).

## Биография
Родился 12 ноября 1954 года в Сталино. Окончил физико-математическую школу № 17 в Донецке. 
В 1972 году поступил в Московский институт стали и сплавов (физико-химический факультет), окончил его в 1978 году по специальности «физика металлов». Во время учёбы был руководителем институтского вокально-инструментального ансамбля. По окончании института работал инженером-радиофизиком в Донецке, стал кандидатом физико-математических наук.
В 1982 году поступил во ВГИК (мастерская народных артистов СССР С. Герасимова и Т. Макаровой), который окончил в 1987 году. На 3-м курсе вместе с однокурсником Ю. Морозом вступил в КПСС.
Успех принесла ему дипломная работа во ВГИКе «Завтра была война» (1987 год), по повести Б. Л. Васильева, визуально стилизованная под картинку 1930-х годов. Кинокартина была продана в 48 стран мира.
В 1988 году снял «Воры в законе», получивший на одесском кинофестивале «Золотой Дюк» «Премию трёх К» (конъюнктура, коммерция, китч).
В 1990 году представлял «Пиры Валтасара, или Ночь со Сталиным» в США, фильм был показан также в американском Конгрессе.
Снимал в качестве режиссёра-постановщика «Ералаш», рекламу, а также создал юмористический рассказ «Попка-дурак», который вошёл в киножурнал «Ералаш».
Широкую известность получил его конфликт с Российским космическим агентством, которое не пустило актёра В. Стеклова сниматься в космосе в фильме «Приз — полёт в космос» по мотивам романа Чингиза Айтматова «Тавро Кассандры» (см. также «Воры и проститутки. Приз — полёт в космос»), а также история с «пропавшим» фильмом «Мастер и Маргарита» (1993) по Булгакову.
Являлся членом Союза кинематографистов России, членом правления Гильдии кинорежиссёров России. Преподавал и руководил мастерской кинорежиссуры на Высших курсах кино и телевидения ВГИК.

### Смерть
Умер 16 июля 2025 года в возрасте 70 лет после инфаркта в больнице Ялты. До этого уже перенёс два инфаркта: один в 2024 году, второй — в феврале 2025 года.
Прощание прошло 22 июля 2025 года в траурном зале Центральной клинической больницы. Похоронен на Троекуровском кладбище (участок 35) в Москве.

## Общественная позиция
В феврале 2012 года вошёл в список доверенных лиц кандидата в президенты России Владимира Путина.
В марте 2014 года поддержал аннексию Крыма, подписал письмо президенту России Владимиру Путину в поддержку аннексии. В ноябре того же года заявил, что Владимир Путин провёл «абсолютно блистательную военную операцию» в Крыму и заслуживает ордена «Победа» и звания Героя России.
17 сентября 2014 года на экспертном совещании Общероссийского народного фронта заявил: «Я считаю, что на то время, пока существуют их санкции (США), нужно запретить все американские фильмы для показа в наших кинотеатрах, то же самое можно сделать и на телевидении».
В 2022 году подписал письмо с поддержкой вторжения России на Украину. В мае 2022 года Латвия запретила ему въезд в страну из-за поддержки вторжения и оправдывания российской агрессии. Также Кара был внесён ФБК в список коррупционеров и разжигателей войны за поддержку вторжения на Украину.

## Фильмография
| Год  |     | Название                             | Роль                                   |
| ---- | --- | ------------------------------------ | -------------------------------------- |
| 1985 | кор | Двое на скамейке                     | режиссёр                               |
| 1987 | ф   | Завтра была война                    | режиссёр                               |
| 1988 | ф   | Воры в законе                        | режиссёр, сценарист                    |
| 1989 | ф   | Пиры Валтасара, или Ночь со Сталиным | режиссёр, актёр                        |
| 1994 | ф   | Мастер и Маргарита                   | режиссёр, сценарист                    |
| 1994 | с   | Ералаш                               | режиссёр выпусков № 103, № 104 и № 106 |
| 2001 | ф   | Интересные мужчины                   | режиссёр, сценарист, продюсер          |
| 2001 | ф   | Я — кукла                            | режиссёр, сценарист, продюсер          |
| 2005 | с   | Звезда эпохи                         | режиссёр, сценарист, продюсер          |
| 2007 | ф   | Королёв                              | режиссёр, сценарист, продюсер          |
| 2007 | ф   | Репортёры                            | режиссёр, актёр                        |
| 2010 | ф   | Гамлет. XXI век                      | режиссёр                               |
| 2015 | ф   | Главный                              | режиссёр, актёр                        |
| 2024 | ф   | Азбука Морзе                         | актёр                                  |

## Участие в документальных фильмах
1. 2009 — Анастасия Вертинская. Бегущая по волнам
2. 2010 — Михаил Кононов. Весь мир против меня
3. 2011 — Простой непростой Сергей Никоненко

## Награды и звания
- Орден «За заслуги в культуре и искусстве» (25 августа 2022 года) — за большой вклад в развитие отечественной культуры и искусства, многолетнюю плодотворную деятельность[26].
- Медаль ордена «За заслуги перед Отечеством» II степени (22 декабря 2015 года) — за заслуги в развитии отечественной культуры и искусства, многолетнюю плодотворную деятельность[27].
- Заслуженный деятель искусств Российской Федерации (19 мая 2005 года) — за заслуги в области искусства[28].